# جیسن و آرگونات‌ها (فیلم ۱۹۶۳)
جیسن و آرگونات‌ها (به انگلیسی: Jason and the Argonauts) فیلمی ۱۰۴ دقیقه‌ای به کارگردانی دان چفی با بازی تاد آرمسترانگ است. در شصت و چهارمین دوره جوایز اسکار تام هنکس این فیلم را «بزرگترین فیلم تاریخ» دانست.